# Donald Callahan
El Padre Donald Frank Callahan es un personaje ficticio creado por Stephen King. Apareció originalmente en 'Salem's Lot, y luego en The Dark Tower, apareciendo en The Dark Tower V: Wolves of the Calla, The Dark Tower VI: Song of Susannah y finalmente en The Dark Tower. Al principio es un alcohólico con una fe en problemas, pero parece encontrar su paz en la serie de The Dark Tower, y su fe se restaura.

## Historia

### Salem's Lot
El Padre Callahan es un sacerdote local católico de una pequeña ciudad de Maine de Jerusalem's Lot. Callahan preside el funeral de Danny Glick, un joven niño que fue, sin conocimiento del pueblo, asesinado por un vampiro. La vida sigue normalmente, hasta que más y más población desaparece y se convierten en vampiros. Bean Mears, un escritor local, descubre la epidemia que se ha estado propagando durante la noche. Unido por su novia Susan Norton, el profesor local Matt Burke, el doctor Jimmy Cody, y el joven Mark Petri, él convence a Callahan de la presencia del vampiro y se alista para ayudarlo.
Desafortunadamente, mientras hace el intento para matar al "Rey" Vampiro Kurt Barlow, Susan es capturada y mordida. Callahan lleva un asalto durante el día a la casa solariega de Barlow, en que el vampiro había dejado vacante la espera de su ataque. Sin embargo, el grupo utiliza la oportunidad para matar a Susan como vampiro como también para purificar la casa contra la futura ocupación vampírica.
Su fe se tambalea ante la presencia del líder de los vampiros en Jerusalem's Lot, Kurt Barlow. Después de salvar a Mark Petrie del vampiro, su fe falla y no depende de su cruz que pronto pierde sus poderes. Barlow abre su propia garganta y obliga al sacerdote a beber su sangre, burlándose de él llamándolo "chamán" y condenándolo.
Derrotado, Callahan regresa a su Iglesia, pero quema su mano en la puerta y le niega la entrada. Callahan deja la ciudad en un autobús, lamentándose de la forma "sucia" en que se ha convertido.

## Otras versiones

### Escenas eliminadas
La primera versión de Salem's Lot originalmente representaba un diferente destino para Callahan. En lugar de ser obligado a beber la sangre de Barlow y dejar la ciudad, él marca al vampiro con un cuchillo antes de suicidarse. Furioso, el vampiro profana el cuerpo del sacerdote, lo decapita y lo cuelga boca abajo. Esta escena fue cambiada por King antes que se publicara la historia, aunque fue incluida en la sección de escenas eliminadas con la edición deluxe por Centipede Press en 2005 y la edición comercial más tarde.

### Miniserie de 1979
En la miniserie de Salem's Lot de 1979, el Padre Callahan se muestra como un personaje menor. Es interpretado por James Gallery. Callahan es brevemente visto oficiando el funeral de Danny Glick. Luego, Ben Mears y Susan Norton tienen una pequeña entrevista con él donde tratan de convencerlo para que se una a ellos contra el diablo en la ciudad.
Callahan está escéptico y hace un breve comentario en como la vista de la Iglesia del diablo ha cambiado. Poco después, Callahan está en la casa Petrie para hablar con Mark y sus padres sobre las experiencias nocturnas de Mark. Abruptamente, con un aumento de electricidad y un temblor, el vampiro Barlow entra, asesina a los padres de Petrie, se apodera de Mark y desafía a Callahan. El cambio, aunque reducido, es mucho lo mismo que en la novela original, solo con Straker, ahora presente, interpretando a Barlow. Kurt Barlow deja ir a Mark con el fin de enfrentar a Callahan, qu se aferra a su crucifijo mientras se enfrenta al vampiro. Barlow arranca el crucifijo de la mano del sacerdote, y Callahan no se ve nuevamente, lo que da a pensar que está presumiblemente muerto.

### Radio drama de 1995
En la dramatización de radio de BBC en 1995, de la novela Salem's Lot, Callahan fue interpretado por Nigel Anthony.

### Miniserie de 2004
En la miniserie de Salem's Lot de 2004, el Padre Callahan fue interpretado por James Cromwell. El comienzo de la película muestra un evento tomando lugar después de la mayoría de la historia; Ben Mearse entra a un refugio y ve a Callahan repartiendo alimentos.
Mears enfrenta a Callahan y lo persigue hasta escaleras donde pelean. Mears empuja a Callahan por la ventana; los dos caen en un auto policial. El resto de la película se cuenta en flashback cuando Ben explica a un hospital porque atacó a Callahan.
Callahan es interpretado por lo general como en la novela (aunque hay una escena con él navegando lo que podía ser un sitio porno Satánico), pero después que Barlow lo obliga a beber su sangre, Callahan no deja la ciudad. En su lugar, toma el lugar de Straker como el esclavo de Barlow. Callahan luego visita a Matt Burke en el hospital y lo empala con su bastón.
Mientras Ben Mears cuenta su historia, Callahan es ahogado con una almohada por Mark Petrie en el hospital.
Estos eventos contradicen los últimos libros de The Dark Tower, que cuentan con el regreso de Callahan.